# Ліз Тібо
Ліз Тібо́ фр. Lise Thibault (Сен-Рок-де-л'Ашіган фр. Saint-Roch-de-l'Achigan, 2 квітня 1939) — лейтенант-губернатор провінції Квебек (Канада) з січня 1997 до 7 червня 2007 року. Була 37-м лейтенант-губернатором Квебеку. Її попередник — Жан-Луї Ру (фр. Jean-Louis Roux), наступник — П'єр Дюшен (фр. Pierre Duchesne).
Ліз Тібо працювала шкільною вчителькою, потім журналісткою. Внаслідок нещасного випадку у підлітковому віці, стала інвалідом і не може ходити.

## Скандал
Ліз Тібо була відправлена у відставку під час фінансового скандалу, викликаного її незаконними витратами. Зокрема, вона оплатила з державних фондів приватну різдвяну вечірку (30 000 $ CAN), дорогі подарунки друзям, ресторанні обіди, що відбувалися одночасно у різних містах, та інше. У 2002—2003, держава заплатила за її витрати 223 000 $ CAN. Навесні 2007 року, коли скандал набрав сили, канадський прем'єр-міністр Стівен Гарпер вирішив відправити мадам Тібо у відставку.